# Clyde De Vinna

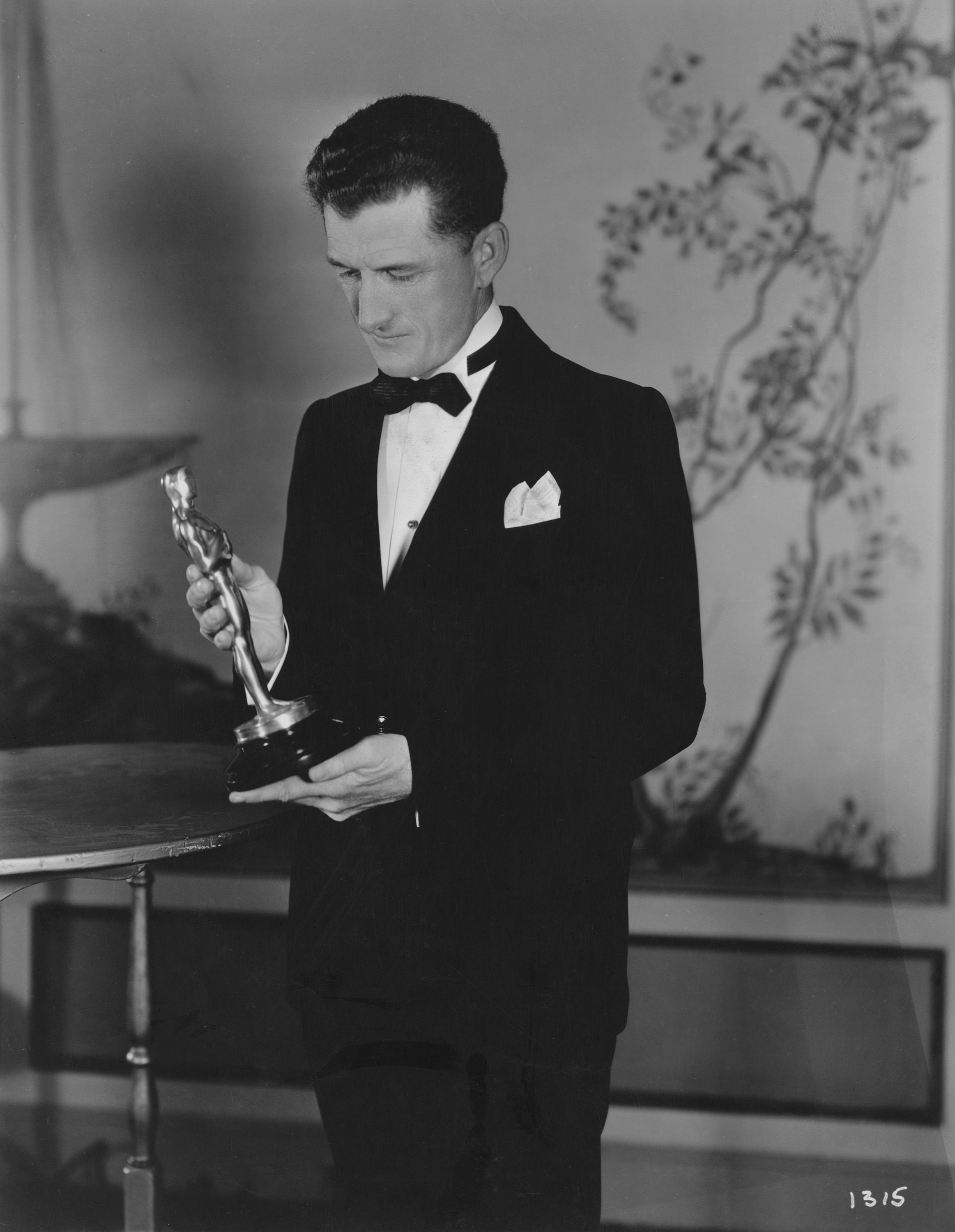
Clyde De Vinna

Clyde De Vinna, auch Clyde DeVinna,  (* 13. Juli 1890 in Sedalia, Missouri; † 26. Juli 1953 in Los Angeles, Kalifornien) war ein US-amerikanischer Kameramann, der 1930 den Oscar in der Kategorie Beste Kamera für den Film Weiße Schatten erhielt.

## Leben
Clyde De Vinna studierte Anfang der 1910er Jahre an der University of Arkansas. Danach absolvierte er eine Ausbildung zum Kameramann. 1915 arbeitete er erstmals als Chefkameramann, aber hatte zunächst nur mäßigen Erfolg. Dies änderte sich 1925, als er zusammen mit René Guissart, Karl Struss und Percy Hilburn an Fred Niblos Ben Hur arbeitete. Danach wurde er von W. S. van Dyke engagiert, dessen Filme er meist außerhalb eines Filmstudios fotografierte. Diese Art der Bildgestaltung brachte De Vinna 1930 den Oscar für den Film Weiße Schatten, der vollständig auf Tahiti gedreht wurde, ein.
1933 endete die Zusammenarbeit mit van Dyke. Einer der letzten Filme der beiden war Tarzan, der Affenmensch mit Johnny Weissmüller in der Hauptrolle. De Vinna übernahm noch bei zwei weiteren Tarzan-Verfilmungen die Kameraarbeit. Bis 1942 wurde er überwiegend für Filme mit Wallace Beery in der Hauptrolle engagiert. Danach war er bis zu seinem Tod im Jahr 1953 oftmals nur noch an Billigproduktionen beteiligt.
Im Laufe seiner fast 40 Jahre andauernden Karriere war De Vinna an über 100 Filmproduktionen beteiligt.

## Filmografie (Auswahl)
- 1925: Ben Hur (Ben-Hur: A Tale of the Christ)
- 1927: Winners of the Wilderness
- 1928: The Law of the Range
- 1928: Weiße Schatten (White Shadows in the South Seas)
- 1931: Trader Horn
- 1932: Tarzan, der Affenmensch (Tarzan the Ape Man)
- 1932: Luana (Bird of Paradise)
- 1933: Eskimo
- 1934: Tarzans Vergeltung (Tarzan and His Mate)
- 1934: Die Schatzinsel (Treasure Island)
- 1935: Helden von heute (West Point of the Air)
- 1935: Sturm in der Südsee (Last of the Pagans)
- 1935: Ah, Wilderness!
- 1938: Of Human Hearts
- 1938: Mord wie er im Buche steht (Fast Company)
- 1939: Erpressung (Blackmail)
- 1941: Tarzans geheimer Schatz (Tarzan’s Secret Treasure)
- 1941: Dr. Kildare: Vor Gericht (The People vs. Dr. Kildare)
- 1942: Gespensterjagd in Dixie (Whistling in Dixie)
- 1948: Fünf auf Hochzeitsreise (Family Honeymoon) (Kameraführer)
- 1952: Der Dschungel bebt (The Jungle)